# كوزميشتي
كوزميشتي هي قرية تقع في إقليم ياش في رومانيا وبلغ عدد سكانها 3,001 نسمة في عام 2007م.